# محمدية (فرقة)
المحمدية هم طائفة شيعية نسبة إلى محمد بن عبد الله بن الحسن بن علي بن أبي طالب (محمد النفس الزكية)، الذي يعتقدون أنه الإمام والمهدي المنتظر، وأن محمداً ذا النفس الزكية لا يزال حياً في جبل حاجر بنجد، ولا بد أن يظهر مرة أخرى، ويملأ الأرض عدلاً، وأن البيعة ستعقد له بين الركن والمقام في بيت الله الحرام بمكة. وكان المغيرة بن سعيد العجلي على هذا المذهب وكان يدعو الناس إليه. ولم تستمر هذه الفرقة إلى العصر الحديث.